# Мемоар на българи от Македония от 19 декември 1879 година
Мемоарът на българи от Македония е обръщение към Великите сили от 19 декември 1879 година, подписано от 102 македонски българи, с което се иска създаване на един вилает от всички македонски епархии, населени с българи.